# Nó de ajuste
Modo de fazer o Nó de Ajuste
O nó de ajuste considerado o melhor nó para unir cabos grossos embora possa ser utilizado para unir cabos de qualquer tipo de material, desde que o diâmetro desses cabos seja semelhante. Os chicotes devem ser unidos ao cabo para evitar que fiquem dependurados.

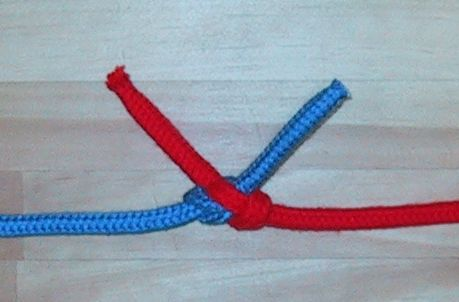
Nó de Ajuste